# Astracantha kirshehirica
Astracantha kirshehirica là một loài thực vật có hoa trong họ Đậu. Loài này được (Chamberlain) Podl. miêu tả khoa học đầu tiên năm 1983.